# 沮渠成都
沮渠成都（?—?），临松（今甘肃省张掖南）卢水胡人。十六國北凉将领。沮渠罗仇的儿子，沮渠蒙逊的从弟。
永安七年（407年）担任金山太守。玄始六年（417年）前将军沮渠成都率军五千攻下西秦卑和郡。蒙逊被西凉击败，他建议班师图谋后举。十一年（422年），沮渠成都率军一万，被西秦袭击，兵败被擒，承玄元年（428年），西秦遭到北凉进攻，归还沮渠成都求和。